# Colonna di Marco Aurelio
La colonna di Marco Aurelio  è un antico monumento di Roma, eretto tra il 180 e il 193 per celebrare, forse dopo la sua morte, le vittorie dell'imperatore romano Marco Aurelio (161-180) ottenute sulle popolazioni dei Marcomanni, dei Sarmati e dei Quadi, stanziate a nord del medio corso del Danubio, durante le guerre marcomanniche.
La colonna, alta 29,617 metri (pari a 100 piedi romani; 42 metri se si considera anche la base), è ancora nella sua collocazione originale e ha dato il nome alla piazza odierna nella quale sorge, piazza Colonna. Il monumento, coperto di bassorilievi, è ispirato alla Colonna Traiana. Il fregio scultoreo che si arrotola a spirale intorno al fusto, se fosse svolto, supererebbe i 110 metri in lunghezza.

## Storia
La colonna fu fatta erigere dal figlio di Marco Aurelio, Commodo, durante il suo impero (180-192), insieme agli otto pannelli che ornano l'attico dell'arco di Costantino ed ai tre conservati nei Musei Capitolini e che, in realtà, erano originariamente destinati a qualche monumento ufficiale, forse un arco onorario.
Il basamento era ornato da una serie di bassorilievi che furono distrutti durante la ristrutturazione voluta da papa Sisto V ed eseguita da Domenico Fontana, utilizzando marmi ricavati dal Settizonio. Fu sostituito con un'iscrizione che riporta la errata dedica ad Antonino Pio. In cima alla colonna era situata la statua di bronzo di Marco Aurelio, che fu distrutta nel Medioevo.
Fu innalzata sull'esempio della colonna di Traiano ma, al contrario di quest'ultima, le scene rappresentate non sono poste in ordine cronologico. La cronologia degli avvenimenti è molto incerta, ma si ipotizza che raffiguri le campagne militari che si svolsero dal 168 al 172, nella prima parte della colonna, fino alla rappresentazione della Vittoria (con la Germania subacta, ovvero la Germania soggiogata), e dal 173 al 174 nella seconda parte.
Nei bassorilievi, considerati meno raffinati rispetto alla colonna di Traiano, viene frequentemente rappresentata la figura dell'imperatore. Le rappresentazioni furono realizzate con lo stile plebeo o popolare che si stava cominciando ad affermare in quegli anni, e che avrebbe soppiantato lo stile ufficiale più classicistico.
Nel 1589 papa Sisto V fece restaurare la colonna. Con il restauro, curato da Domenico Fontana, andarono distrutti i fregi posti sul basamento, sostituiti con un'iscrizione che attribuisce erroneamente la colonna ad Antonino Pio, e sulla sommità della colonna fu sistemata la statua in bronzo di san Paolo.
La colonna di Marco Aurelio, come è riscontrabile da alcuni rocchi dislocati, subì una torsione a seguito dei forti terremoti avvenuti nell'847 d.C. e nell'849 d.C. Il primo di essi causó il crollo di quasi tutto il settore meridionale del Colosseo (che poggiava peraltro su un terreno – quello meridionale - non stabile), mentre nell'849 il sisma causò probabilmente anche la caduta della Meridiana od Orologio solare di Augusto (oggi noto come Obelisco di Montecitorio, il quale non è posizionato nel medesimo luogo della antica meridiana).
(il testo scritto sulla colonna.)

## Descrizione e stile

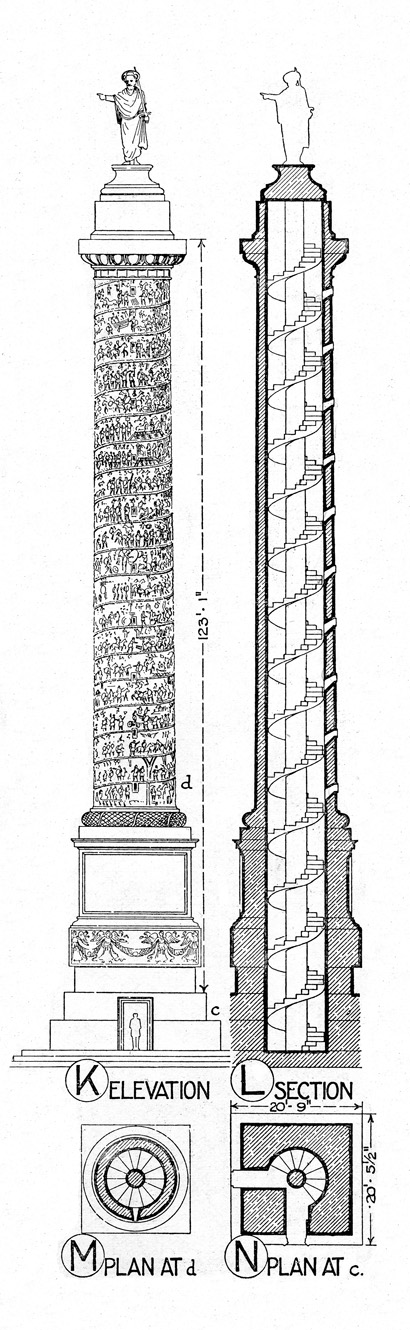
Alzato, sezione e pianta della Colonna

La colonna di Marco Aurelio, una colonna coclide analoga strutturalmente alla colonna di Traiano e alta 29,6 metri (è una colonna centenaria; infatti essa misura in altezza 100 piedi romani), è formata da 27 enormi rocchi sovrapposti di marmo lunense, leggermente rastremati verso l'alto, con diametro che varia da 3,80 a 3,65 metri. I rocchi sono scavati all'interno, così da formare una scala a chiocciola di 203 gradini che sono illuminati da piccole feritoie e che portano al "terrazzino" che si trova in cima e che chiude il capitello di ordine dorico. Il basamento parallelepipedo misura circa 11-12 metri e, in origine, la struttura si trovava in posizione rialzata di circa 3 metri sul piano stradale della via Flaminia. Sulla sommità vi era la statua in bronzo dorato di Marco Aurelio. Pertanto, l'intero complesso misurava quasi 50 metri.
Un fregio disposto a spirale, alto circa un metro e mezzo, si avvolge intorno al fusto per 21 volte (nella colonna traiana i giri sono 23). Il rilievo mostra scene di battaglia e schiere di nemici vinti durante le guerre combattute dai Romani contro i Germani Marcomanni e i Sarmati, popolazioni che si erano stanziate lungo il Danubio sotto il dominio dell'imperatore, per un totale di 116 scene.
La colonna ripete intenzionalmente il modello traianeo, ma, malgrado il tentativo d'emulazione, vi sono evidenti differenze fra le due: mentre nella prima vi è un morbido bassorilievo pittorico, nella seconda troviamo un incisivo altorilievo; il modellato da morbido diventa più aspro, con bruschi passaggi di piano e con il trapano che affonda nel marmo traforando barbe, chiome, corazze, segnando le rade pieghe dei panneggi, i solchi di contorno delle figure, le sinusoidi delle onde dei fiumi. Il racconto si fa più schematico e alla varietà dei motivi subentra la ripetitività, come nelle scene di marcia; i dettagli del paesaggio diminuiscono, le prospettive divengono più convenzionali.
L'impostazione obliqua dello schieramento dei soldati nella colonna di Traiano diventa, nella colonna di Marco Aurelio, rappresentazione frontale; la frontalità si estende anche alla figura della Vittoria e a quella dell'imperatore. Mentre Traiano era visto in mezzo ai suoi soldati, Marco Aurelio è già su un piano più distaccato che ne sottolinea la maestà; appare di fronte e inquadrato dal fido e valoroso genero Pompeiano e da un altro ufficiale, che sono impostati di tre quarti, come ali per far risaltare il fuoco centrale dell'imperatore.
Nelle scene di adlocutio ("discorso alle truppe") i soldati non si radunano più tutti su un lato, di fronte all'imperatore seduto di profilo, ma formano un semicerchio che gira in basso intorno alla preminente figura centrale e frontale di Marco Aurelio.
Sparisce quel senso d'umanità e di pietà verso i vinti che traspariva dalla colonna traianea e il racconto bellico diviene crudele e spietato. I corpi dei barbari si stravolgono in ritmi angolosi e distorti, la struttura naturalistica si disorganizza, forzata in modo espressionistico.
La narrazione si fa più drammatica e assume toni miracolistici nella rappresentazione del ruscellante Giove Pluvio (scena n.16 della "pioggia miracolosa"), che salva l'esercito romano accerchiato dai Quadi, mentre stava per morire di sete. L'episodio è riferito anche da Cassio Dione Cocceiano e da altri autori cristiani dell'epoca come Tertulliano.
Le stesse caratteristiche stilistiche si ritrovano sugli otto pannelli aureliani dell'arco di Costantino, dove, ad esempio, la scena di sacrificio si presenta molto più affollata e densa di figure rispetto alle scene di sacrificio traianee, e questo dimostra una minore sensibilità verso la rappresentazione di Commodo.
Lo stile della colonna di Marco Aurelio non vuole rompere con la tradizione, anzi cerca palesemente di aderire ad essa il più possibile. Giovanni Becatti spiega la differenza stilistica fra le due colonne coclidi con il confluire nell'arte ufficiale, proprio a partire dall'età di Commodo, delle tendenze artistiche più popolari (arte plebea), che erano sempre state vive nell'artigianato artistico.
Tuttavia i rilievi della colonna Antonina e quelli dei pannelli aureliani dell'arco di Costantino sono ancora opera di maestri d'alto livello: sotto il regno degli imperatori della dinastia antonina, si erano infatti formate a Roma delle botteghe in cui operavano scultori greci immigrati. Affievolitasi la presenza di maestranze greche sotto il regno di Commodo, la realizzazione dei monumenti ufficiali venne affidata ad artisti romani che avevano lavorato in passato sotto la guida di maestri greci e che facilitarono nell'età di Commodo l'affioramento della tendenza alla disorganicità espressiva propria della cultura figurativa etrusca, latina e italica, e che nel campo dell'arte ufficiale era stata sinora smorzata e nobilitata dal superiore naturalismo classicheggiante.

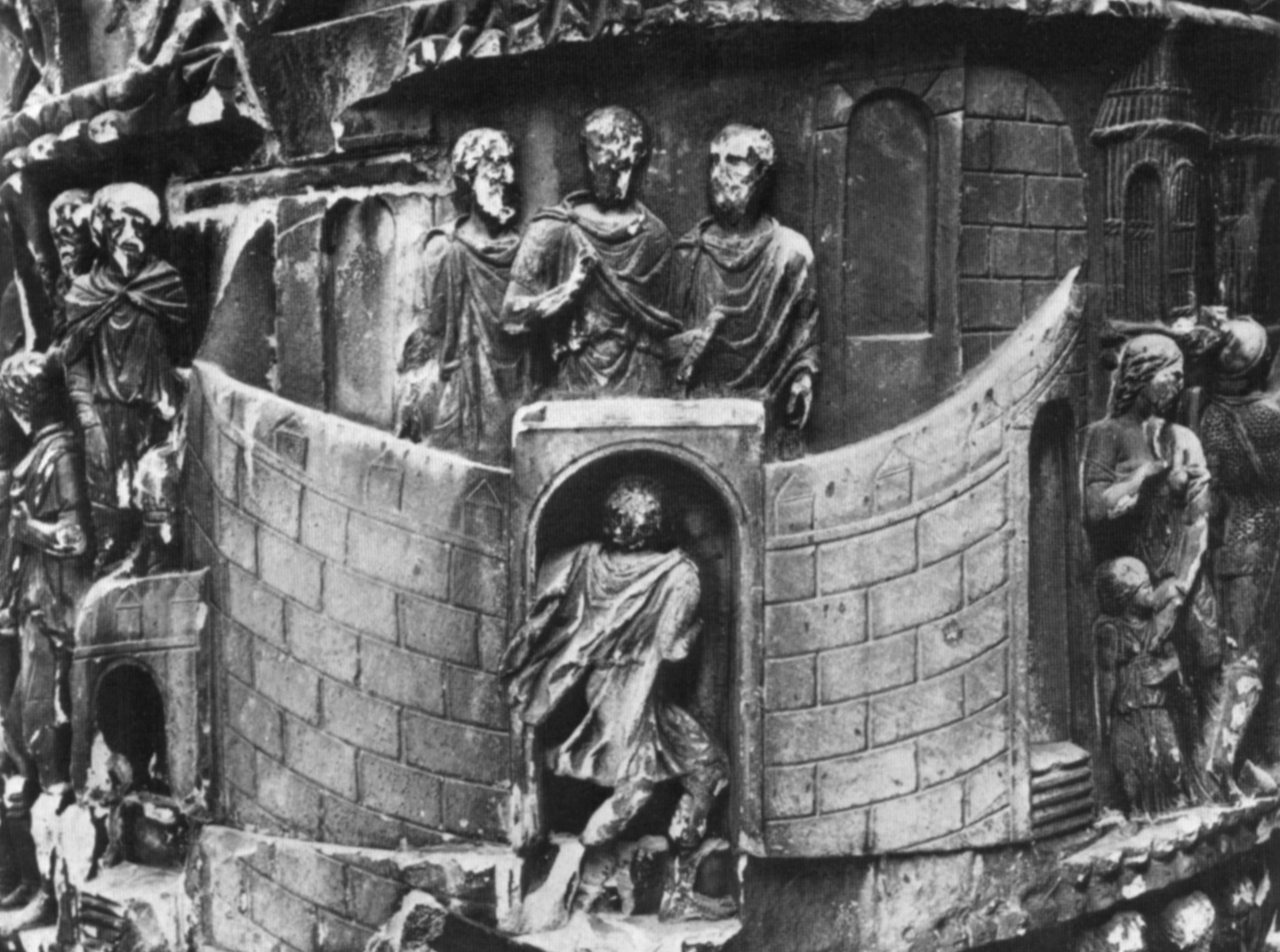
Adlocutio con soldato di spalle
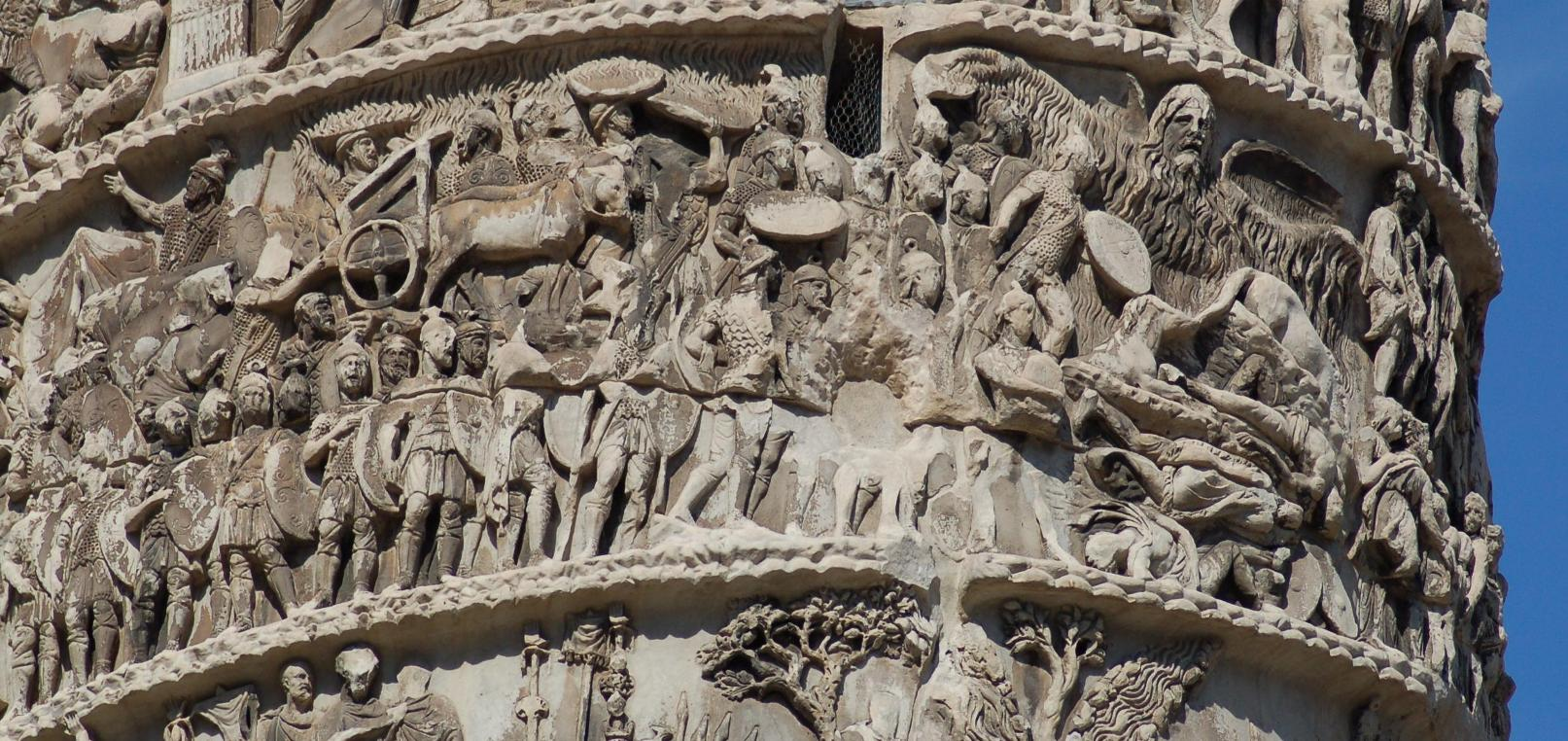
La pioggia miracolosa
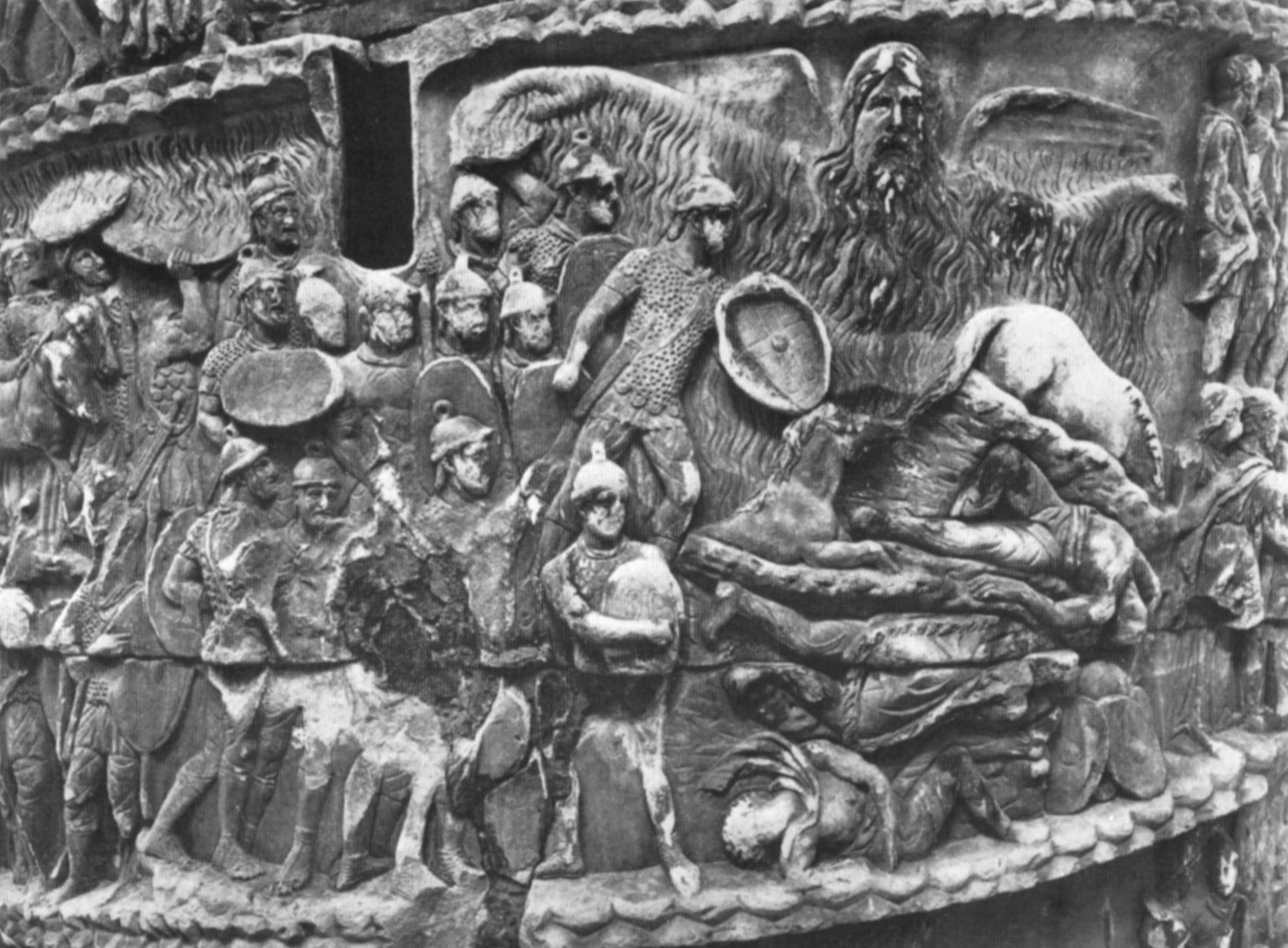
La pioggia miracolosa (dettaglio)
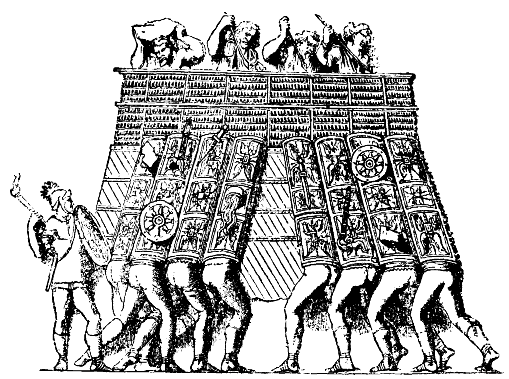
Immagine della colonna ripresa dall'enciclopedia Nordisk familjebok (1917), vol.25, p. 1364.

## Ubicazione
La colonna originariamente sorgeva al centro di una piazza, isolata su un alto podio, vicino al tempio dedicato a Commodo, che probabilmente era grosso modo nella posizione di palazzo Wedekind. Era innalzata sopra uno zoccolo ed un basamento alti insieme più di 10 metri. Lo zoccolo ed il basamento erano situati su una piattaforma alta circa 3 metri.
| Planimetria del Campo Marzio centrale |
| --- |
| Terme di Nerone Stadio di Domiziano Pantheon Basilica di Nettuno Terme di Agrippa Stagnum ? Odeon di Domiziano Insulae d'epoca adrianea Magazzini ? Magazzini ? Magazzini ? Saepta Iulia Diribitorium Porticus Divorum Aqua Virgo Arco di Claudio Porticus Vipsania Caserma della I coorte dei Vigiles Iseum Tempio di Minerva Calcidica Ara di Marte Via Flaminia Via Flaminia Tempio di Adriano Tempio di Matidia Teatro di Pompeo Templi di Largo Argentina Portico di Minucio Colonna di Marco Aurelio T. di M.Aurelio e Faustina (?) Arco di M.Aurelio (?) Colonna di Antonino Pio Ustrino di Faustina maggiore Ustrino di Faustina minore Via Recta Portico e tempio del Bonus Eventus Portico di Pompeo Arcus Novus Portico di Meleagro Portico degli Argonauti Piazza della Rotonda Villa Publica |